# 九龍塘學校（中學部）
九龍塘學校（中學部）（英語：Kowloon Tong School (Secondary Section)），縮寫KTSSS）是一所位於香港九龍九龍塘的男女中學。1962年創校，當時乃一所私立非牟利英文中學，至1978年正式轉為一所資助男女中學。近年，九龍塘學校（中學部）在學界及公開的不同辯論比賽多次擊敗傳統名校取得多個獎項，為學校亮點之一。
2018年7月，九龍塘學校（中學部）得到九龍巴士公司捐贈一台退役九巴予學校作為課室，成為香港第一所使用九巴退役巴士作為課室的中學。
2018-2019年度，九龍塘學校（中學部）獲得了由教育局頒發的「第三屆品德教育傑出教學獎」「傑出獎」，成為全港3間取得殊榮中學之一。

## 校政管理
歷任校監
- 1954年至2012年：譚澤霖 先生[4]
- 2012年至今：鮑文宜 先生[5]

歷任校長
- 1962年至1971年：譚煜榛 先生[6][7]
- 1971年至1994年：李兆燊 先生[6][7]
- 1994年至2000年：江卓榮 先生[6]
- 2000年至2008年：陳銘華 先生[8]
- 2008年至2015年[9]：鍾國強 先生[10]
- 2015年至今：廖韓佩儀 女士[11]

歷任副校長
- 2004至2006年：屈志斌 先生[12]
- 2006年至2008年：鍾國強 先生[13]
- 2008年至2015年：廖韓佩儀 女士[10]
- 2007年至2019年：楊家富 先生[14]
- 2020年至今：陳小寶  女士
- 2020年至今：陳奕偉  先生

## 辦學宗旨
該校以提高學生之學術水平、培養其優良品格為辦學宗旨。此外，亦培育學生之正義感及自律精神，並嚮往樸實無華之生活。學生實踐「樂善勇敢」精神之餘，對社會、祖國具有責任感及歸屬感。

## 學校歷史
九龍塘學校（中學部）於1962年創校，當時乃一所私立非牟利英文中學，至1978年正式轉為一所資助男女中學。創校初年只有八班。1966年開辦香港中學會考班，1967年增辦中六年級，同年9月再增辦中七年級。教學語言方面，除了英國語文科外，該校的經濟、企業及會計學科亦另設英文授課。部分初中學生的中國語文科會以普通話教授；而初中獨有的社會教育英文教授，中國歷史及科學（包括物理、生物及化學）科便以中文教授。在2001年，校方採用新校歌與新夏季校服式樣。
九龍塘學校（中學部）佔地面積雖達7,800平方米，但實際上只有3,719平方米可供使用，當中有24個課室，而校舍樓高只有3層，特別室也只有3個。因校舍日久失修，加上未能應付學校發展需要，校方正向教育局提出原址重建校舍的申請。在2018年，學校曾遭到爆竊；校內一樓教員室窗框被撬毀，同時房間有被搜掠的痕迹，學校夾萬被人撬過。同7月，得到九龍巴士公司捐贈一台退役九巴予學校作為課室，成為香港第一所使用九巴退役巴士作為課室的中學。
翌年，九龍塘學校（中學部）獲得由教育局頒發的「第三屆品德教育傑出教學獎」「傑出獎」，成為全香港3間取得此項殊榮的中學之一。現時，該校與深圳市福田區石廈學校為友好學校（2008年起）。

## 校園設施
校內設有操場、雨天操場、24間標準課室、跳遠沙池、小食部、音樂室、電腦室、圖書館、英語角、中文資源室、物理、化學、及生物實驗室、多媒體學習室以及學生活動中心。其中新翼大樓雨天操場和學生活動中心於1999年增建而成。

## 校園活動
該校設有學生會，四個學社：勤社（Coral House）、樸社（Sapphire House）、誠社（Emerald House）、勇社（Amber House）；另外亦有五支制服團隊，包括聖約翰救傷隊少青團混合見習支隊、香港童軍總會九龍第一二九旅、女童軍、紅十字會及少年警訊領袖團。而學會及組織則計有美術學會、科學及環保學會、文史學會、經濟及商業學會、英語大使、英文學會、社會科學學會、資訊科技學會、通識教育學會、圖書館及閱讀學會、數學學會、校園電視台、音樂學會、普通話學會、演辯學會、體育學會及各支體育校隊。

## 著名/傑出校友
演藝界
- 施念慈（1988年中五）：前香港女藝人[26]
- 趙慧珊（2006年中七）：香港女歌手、Super Girls成員[27]
- 丘梓宏（2007年中二）：前香港童星
- 丘梓謙：香港男演員
- 柳影虹：香港女藝人[註 1]
- 劉少君：前無綫電視及亞洲電視演員
- 楊英偉（1980年中五、重讀）：香港男演員[28]
- 譚筠怡（1992年中五）：前香港女演員[29]
- 周百恩（2013年中六）：香港男演員
- 莫鎮賢：香港男藝人
- 陳茂賢：香港導演

商業、公共事業界
- 莊岐鳴：前上市公司寰宇娛樂文化（01046）獨立非執行董事[30]
- 李鸝：路向四肢傷殘人士協會行政總裁[30]
- 陳立銓：上市公司上諭集團行政總裁兼執行董事
- 王嘉源：「洗樓王」創辦人
- 鄭小雄：快易通行政總裁[17]

政經界
- 黃守東：前亞洲電視公關及宣傳科高級經理
- 蕭美鳳：駿隆集團董事總經理
- 陳秋源：摩根士丹利執行董事
- 胡孝直：高力國際（香港）副常務董事
- 張少鵬（1978年中五）：平安膏國際有限公司董事總經理[6]
- 文灼非（1983年中七）：灼見名家傳媒社長及行政總裁、前香港大學校務委員會成員、前《信報月刊》總編輯[31][32]
- 邵天虹（2010年中七）：九龍城馬頭圍區議員[33][34]
- 陳笑文：葵青區青衣邨前區議員[17]

學術界
- 鄭振偉（1983年中七）：澳門大學教育學院副教授
- 陳嘉禮（2007年中七）：山東大學儒學高等研究院副教授[35]
- 陳家如：香港公開大學人文社會科學院經濟學系高級講師[36]
- 鄭相德：香港教育大學心理及老年學講座教授、前香港城市大學應用社會科學系心理學教授[37]

## 外部連結
- 九龍塘學校（中學部）官方網頁 （页面存档备份，存于）